# Kloster Fischbach (Fischbach bei Kaiserslautern)
Kloster Fischbach war ein 1564 aufgehobenes Augustiner-Chorfrauen-Stift, das in der heutigen rheinland-pfälzischen Gemeinde Fischbach im Landkreis Kaiserslautern lag.

## Lage

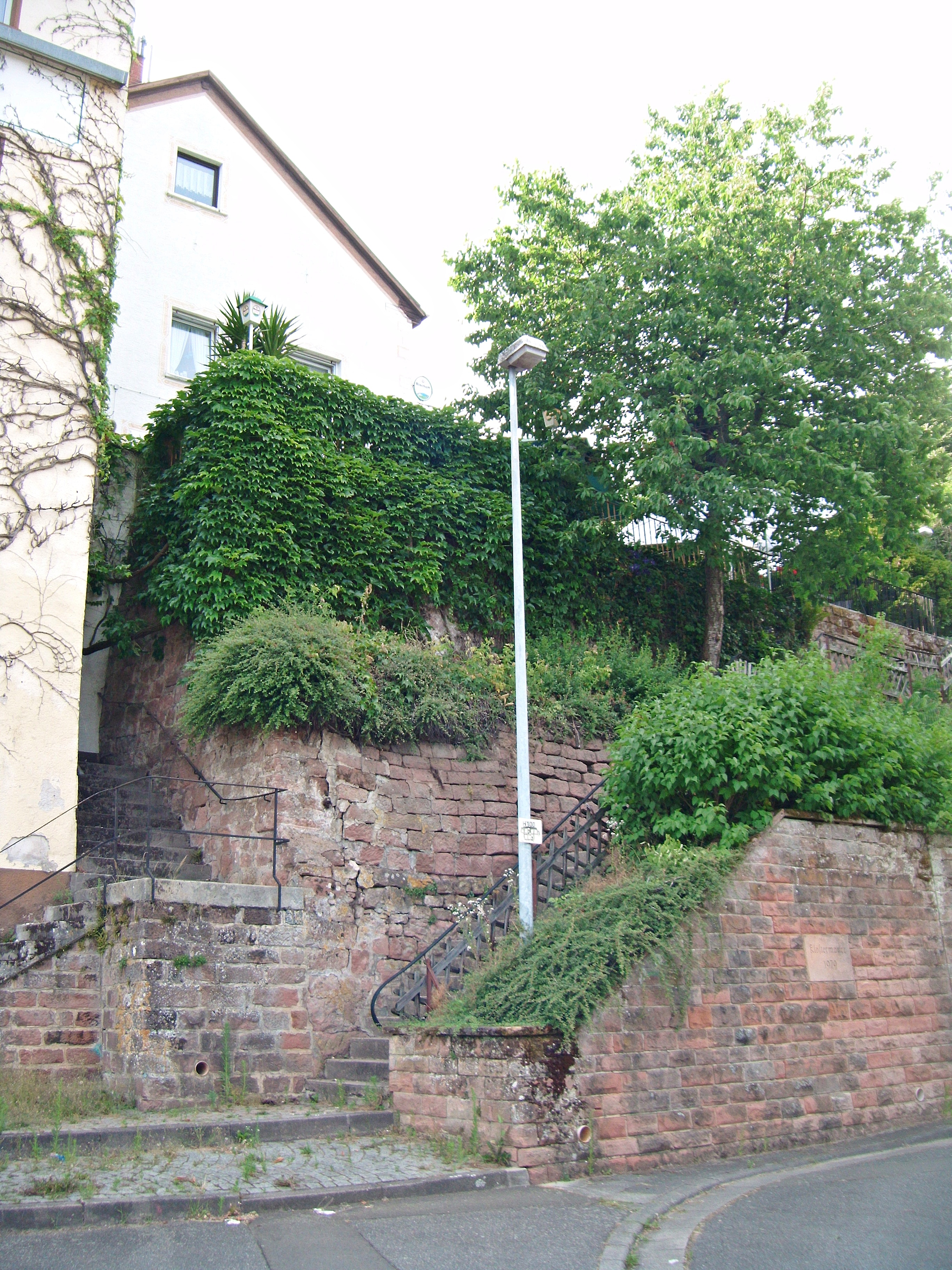
Fischbach, Klostermauer am östlichen Bergabhang; links und oberhalb, die Gebäude der Gaststätte Klosterhof

Die Klosteranlage befand sich auf dem Plateau einer Bergzunge im Zentrum des heutigen Dorfes Fischbach, die am Fuße von mehreren Weihern umgeben war und nach Osten bzw. Süden steil abfiel. An der Ostseite wurde der Berg zum Talgrund hin mit starken Stützmauern bzw. -pfeilern gesichert, die teilweise erhalten sind.
Bei Bauarbeiten wurden 1899, unter Aufsicht des Lokalhistorikers Karl Kleeberger (1862–1944), Grundmauern der Konventskirche ausgegraben. Demnach handelte es sich um eine einschiffige, gotische Kirche mit dreiseitigem Chorschluss. Sie lag hart am östlichen Rand des Plateaus, direkt oberhalb der Stützmauer und war mit dem Chor nach Nordosten ausgerichtet (im Bereich der heutigen Gaststätte Klosterhof).

## Geschichte

### Vorgeschichte
Bereits 1221 stand auf der markanten Anhöhe eine Wallfahrtskapelle, die St. Maria geweiht war und zur Pfarrei Hochspeyer gehörte. In jenem Jahr wurde laut einer Urkunde des Bischofs Heinrich II. von Worms, die genannte Pfarrei, samt der Fischbacher Kapelle, dem Kloster Höningen übergeben. Dieser Rechtsakt stellt gleichzeitig die urkundliche Ersterwähnung des heutigen Dorfes Fischbach dar. Kloster Höningen war das Hauskloster der Grafen von Leiningen und Bischof Heinrich II. ein Bruder des Leininger Grafen Friedrich II., dem Begründer ihrer jüngeren Familienlinie. Auch diese Verwandtschaftsbeziehung dürfte bei der Rechtsübertragung an Höningen eine Rolle gespielt haben.
1389 trennte Bischof Eckard von Dersch die Fischbacher Kapelle von der Pfarrei Hochspeyer und betraute die Höninger Chorherren mit der dortigen Seelsorge. Die Exemtion und die Einrichtung einer eigenen Seelsorgestelle sprechen dafür, dass die Marienkapelle ein beliebtes Wallfahrtsziel war.
Bald schon wurde den Höninger Chorherren die Wallfahrtsseelsorge zu beschwerlich und sie übergaben ihre Rechte an das Pauliner-Kloster St. Jakob auf dem Donnersberg. Laut Franz Xaver Remling tritt in dieser Zeit Raugraf Philipp II. († 1397), zu dessen politischem Herrschaftsbereich Fischbach damals gehörte, als Wohltäter der Kapelle auf. Durch seinen Sohn Otto († 1458) und Gemahlin Maria von Salm ließen sich die Paulinermönche 1408 von der dortigen Kapellenseelsorge entbinden, übten sie jedoch noch bis 1418 aus. Wegen Streitigkeiten des Klosters Höningen mit den Raugrafen, die sich die Gefälle der Kapelle angeeignet hatten, jedoch gerichtlich zur Herausgabe gezwungen wurden, nahmen die dortigen Gottesdienste ab. 1449 setzte der Wormser Bischof Reinhard I. von Sickingen den Höninger Konvent, welcher seit 1447 der Windesheimer Reformbewegung angehörte, wieder in seine Fischbacher Rechte ein.

### Kloster
Von dieser Reformbewegung ging auch die Fischbacher Klostergründung aus. Die Wallfahrt wurde reaktiviert, die Kapelle renoviert und ausgeschmückt. Der Höninger Propst Johann Soitmann (auch Johann von Lippe genannt) ergriff die Initiative und gründete 1471 auf Anraten und mit Zustimmung des vorgenannten Bischofs Reinhard I. an der Wallfahrtsstätte ein Kloster. Er ließ es mit sechs Augustiner-Chorfrauen aus seiner Heimat Lippstadt (Kloster St. Annen-Rosengarten) besetzen, die dafür jährlich einen Rheinischen Goldgulden und ein selbst gefertigtes Korporale nach Hönigen liefern mussten. Der in der Stiftungsurkunde genannte Zweck der Nonnenansiedlung war neben der permanenten Kapellenbetreuung, dass sie an der Pilgerstätte ein „lobenswertes geistliches Leben einführen und bewahren“ sollten. In der Urkunde heißt es weiter, schon „vor vielen Jahren“ sei hier „eine sehr schöne Kapelle“ zu Ehren der Muttergottes erbaut worden, „die wegen vieler Wunder oft von Wallfahrern mit Gebeten und Opfergaben in würdiger Verehrung aufgesucht“ werde. Es hätten dort früher schon einmal Jungfrauen gelebt, die aber verweltlicht gewesen und nun ausgestorben seien.
Kurfürst Friedrich I. von der Pfalz übernahm 1475 die Schirmherrschaft, das neue Kloster blühte auf und bereits 1486 konnte man von hier Schwestern zur Gründung eines Konvents im schweizerischen Kleinlützel entsenden. Der gelehrte Chorherr Rutger Sycamber lobt die Fischbacher Schwestern in seinen Werken als vorbildlich, da sie sogar auf ihre „Schwatzstunde“ verzichten würden, um mehr zu Ehren Mariens beten zu können.
1525 wurde der Konvent im Pfälzischen Bauernkrieg geplündert und verwüstet. Der Priester Jost Klein aus Kaiserslautern übersetzte 1529 den an die Benediktinerinnen des Kölner Makkabäer-Klosters gerichteten, lateinischen Sendbrief des Erasmus von Rotterdam, „Virginis et martyris comparatio“ und widmete die Schrift den Fischbacher Chorfrauen. In der Dedikation heißt es: „Den wirdigen und andechtige Jungfrauwen, der Mater und gemeynen Versamelunge zu Fischbach wunscht Her Just Kleyn Gnade und Friede von Got dem Vatter und Heil von Christo Ihesu unserm Herren... Keysersluttern den XII. tag Augusti MCCCCCXXIX“. Das Manuskript ist Teil des Codex 224, in der Oberösterreichischen Landesbibliothek Linz.
1537 focht Christoph Bonn von Wachenheim, der Burgherr von Diemerstein Streitigkeiten mit dem Kloster aus, wegen der Mitgift seiner beiden Schwestern, die dort als Chorfrauen eingetreten waren. Er neigte bereits früh der Reformation zu, war ein Freund Ulrichs von Hutten und wollte das versprochene Heiratsgut kürzen. In dem Vergleichsvertrag jenes Jahres wird schon von einer eventuellen Auflösung des Klosters Fischbach und den Konditionen für die dann fällige Rückerstattung gesprochen. Durch die sich ausbreitende Reformation blieb der Nachwuchs an Schwestern aus und es scheinen nur noch wenige Chorfrauen dort gelebt zu haben.

### Auflösung
Der Pfälzer Kurfürst Friedrich III. hob den Konvent schließlich 1564 auf, 1574 gelangte der Fischbacher Besitz an seinen Sohn Johann Kasimir. Dessen Gattin Elisabeth von Sachsen nutzt das Kloster als landwirtschaftliches Gut und ließ dort Schafzucht betreiben. Die Klostergebäude scheinen den Dreißigjährigen Krieg unbeschadet überstanden zu haben, denn 1682 überließ sie Kurfürst Karl II. seiner Verwandten Marie von Oranien-Nassau († 1688), Gattin des Pfalzgrafen Ludwig Heinrich von Simmern, als Witwensitz. Sie hielt sich öfter dort auf und der Fischbacher Lokalhistoriker Karl Kleeberger konstatierte 1902, dass die Erinnerung an die „Gräfin von Simmern“ damals im Dorf noch lebendig war.
Ihr Vertrauter, der preußische Minister Johann Kasimir Kolb von Wartenberg († 1712) erhielt 1699, über die Kurpfalz, die Herrschaft Diemerstein einschließlich Fischbach. Kaiser Joseph I. erhob dessen Besitztümer 1707 zur Reichsgrafschaft. Er und seine Nachfolger ließen den Klosterbereich in ein Jagdschloss umbauen. Sein Urenkel Ludwig Kolb von Wartenberg erneuerte und renovierte es nochmals Ende des 18. Jahrhunderts, woran ein Gedenkstein erinnert, der heute am Anwesen Hauptstraße 1 eingemauert ist.
In der Franzosenzeit (ab 1794) wurde das Schloss zerstört und die Reste im 19. Jahrhundert abgebrochen.

## Heutige Reste und Erinnerungen

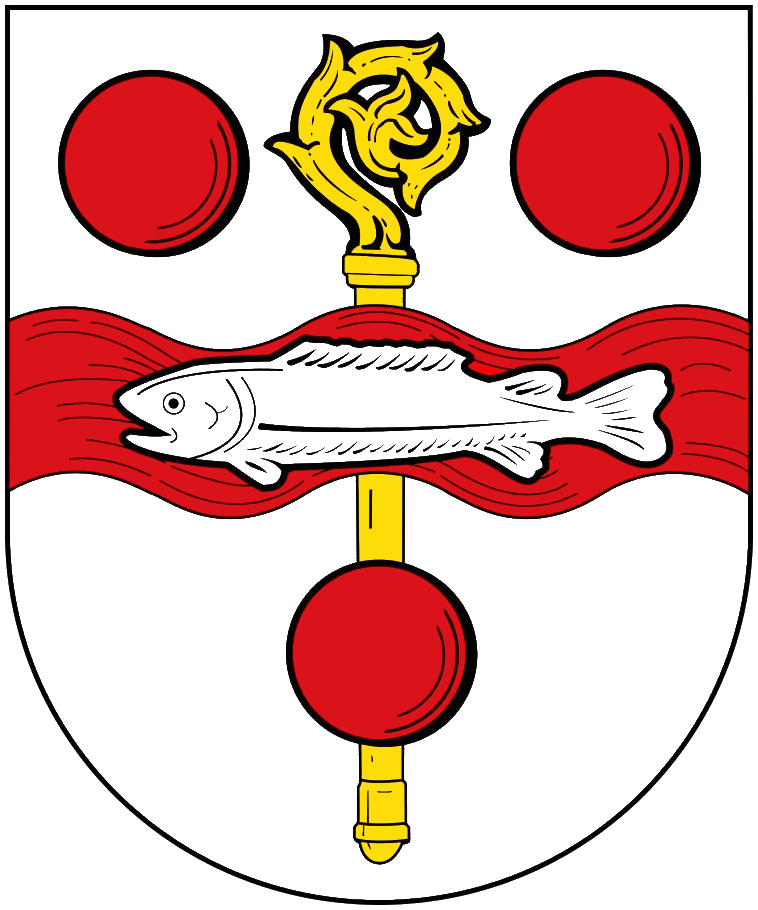
Ortswappen von Fischbach, mit Krummstab als Hinweis auf das Kloster

Neben den schon erwähnten Stützmauern an der östlichen Seite des Klosterberges ist der auffälligste Überrest eine große Grabplatte von 1510, die vermutlich aus der Klosterkirche stammt. Sie wurde 1899 dort aufgefunden und steht heute überdacht in einer kleinen Grünanlage auf dem ehemaligen Klostergelände (Hauptstraße, neben dem Gasthaus „Klosterhof“). Es handelt sich um den Grabstein der Dorothea geb. Beynung von Dalsheim, Gattin des hier begüterten Adeligen Friedrich Blick von Lichtenberg. Mittig trägt er ein großes Wappen der schon 1472 im Mannesstamm ausgestorbenen Adelsfamilie Beynung von Dalsheim, drei Vögel bzw. sich auf der Brust ritzende Pelikane, auf einem geschindelten Schild. Auch die Helmzier zeigt einen ebensolchen Pelikan.
An einem Nebengebäude der Gaststätte Klosterhof ist ein gotischer Gewölbeschlussstein mit Heilig-Geist-Taube eingemauert, der unter Denkmalschutz steht. Im Garten von Anwesen Hauptstr. Nr. 1 steht ein neuerdings aufgefundener Spolienstein mit Menschenkopf und dem Schriftrest „Diemer“. Es könnte sich hierbei um den Epitaphrest einer der genannten Chorfrauen von der Burg Diemerstein handeln. Am gleichen Haus ist auch der schon erwähnte Gedenkstein des Grafen Ludwig Kolb von Wartenberg mit der Bezeichnung 1777 eingelassen.
Im Ortswappen von Fischbach weist der Krummstab auf das ehemalige Kloster hin.
Karl Kleeberger erinnert 1902 in seinem Buch Volkskundliches aus Fischbach in der Pfalz (S. 67 u. 68) auch an zwei lokale Volkssagen über den Konvent. Eine handelt von einem unterirdischen Gang zum Kloster Enkenbach, die andere von einer silbernen Glocke, welche die Fischbacher Chorfrauen bei einer Plünderung auf dem Klostergelände versteckt hätten und noch nicht gefunden worden sei.

## Galerie

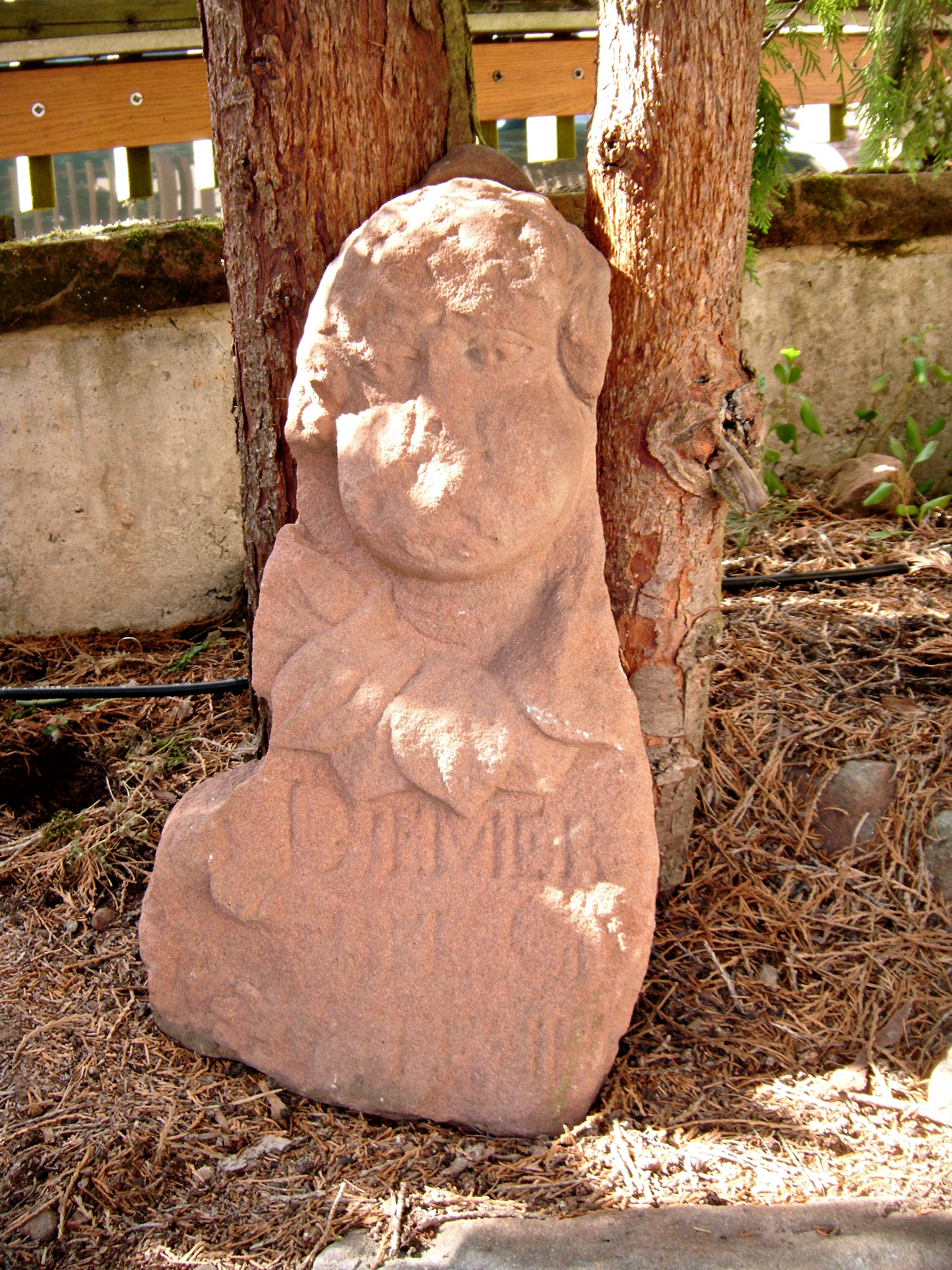
Spolie mit Menschenkopf, aufgefunden im Klosterbereich (jetzt Hauptstr. 1)
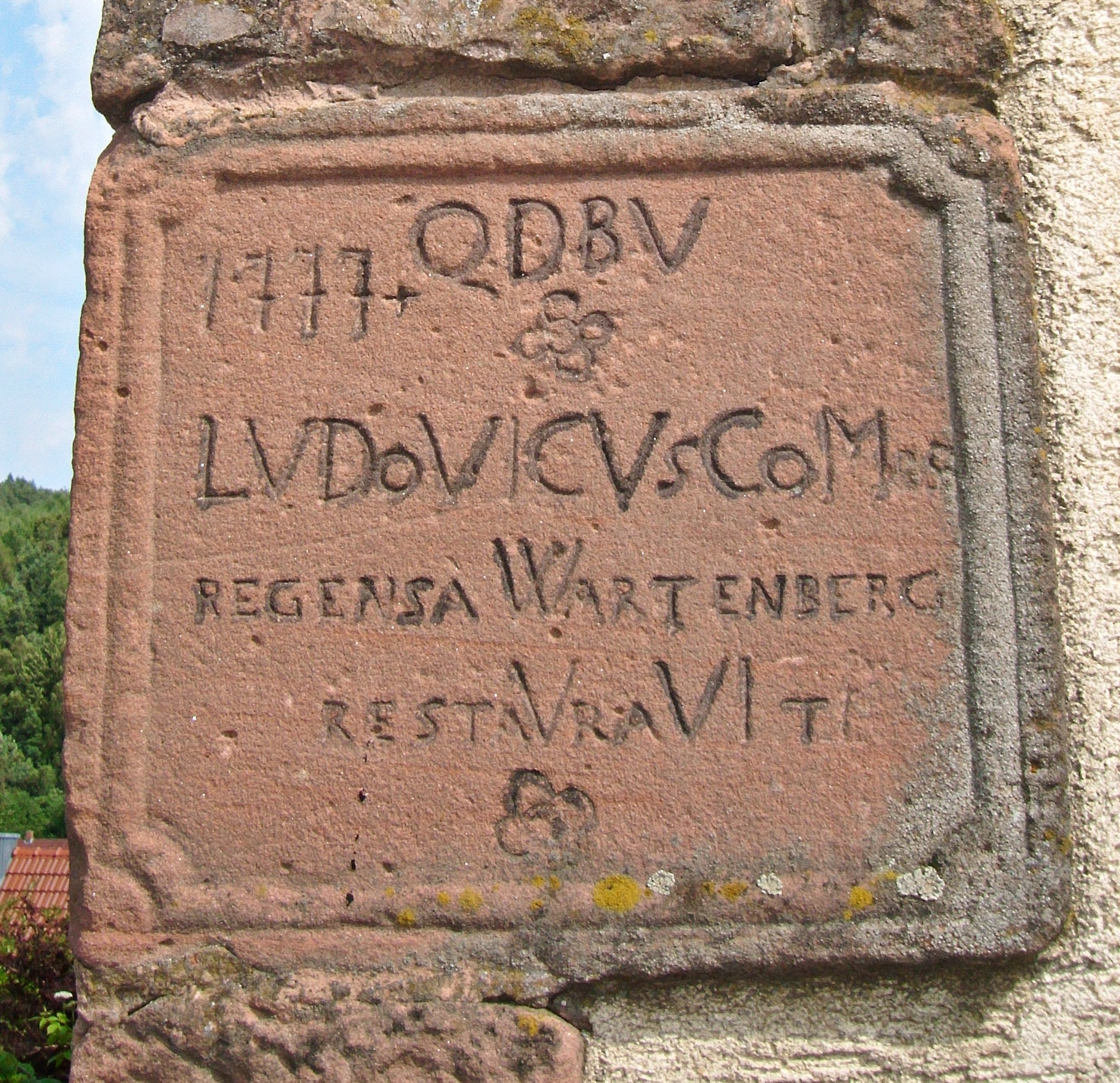
Gedenkstein zur Schlossrenovierung (1777), heute eingemauert Hauptstr. 1
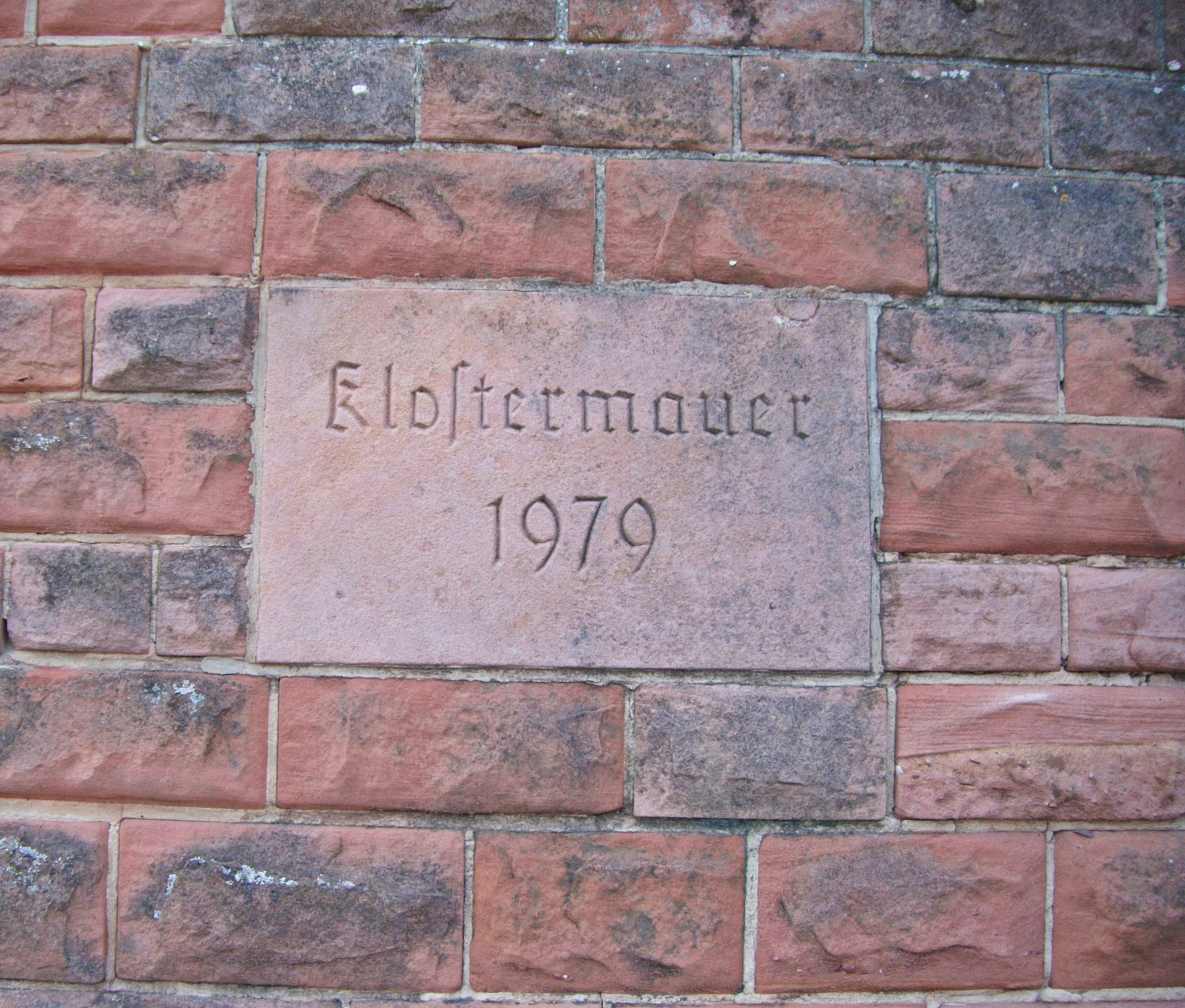
Gedenkstein zur Renovierung der Klostermauer, 1979
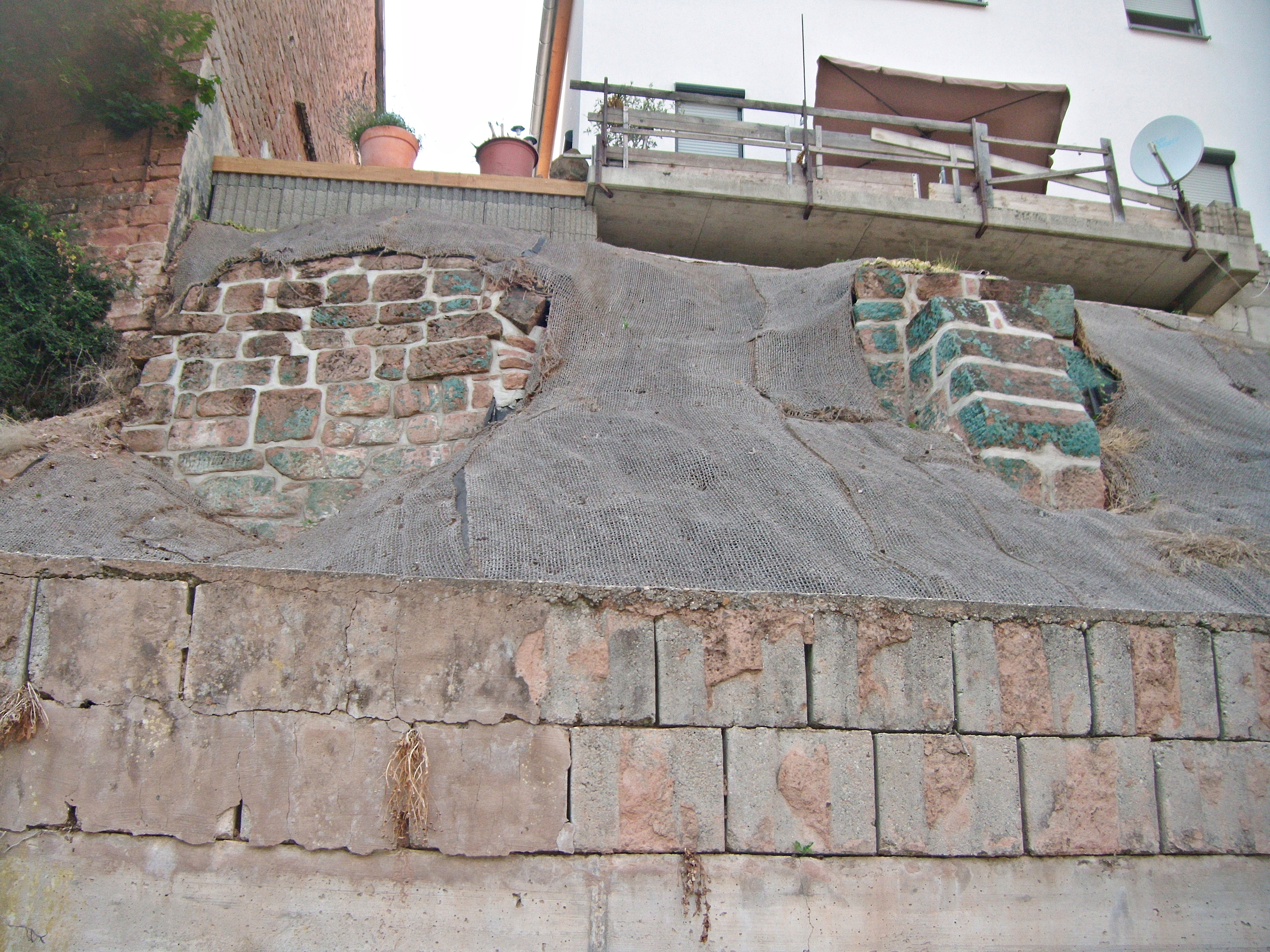
Rest der Klostermauer mit Strebepfeiler